# Gary Beach
Gary Beach (Alexandria, 10 ottobre 1947 – Palm Springs, 17 luglio 2018) è stato un attore statunitense.
È noto soprattutto come attore teatrale: nel 1994 interpretò il candelabro Lumière nella messa in scena di La bella e la bestia di Alan Menken, Howard Ashman e Tim Rice, e nel 2001 impersonò Roger De Bris nella commedia musicale The Producers di Mel Brooks e Thomas Meehan, per il quale si aggiudicò un Tony Award. 
Omosessuale dichiarato, era sposato con Jeffrey Barnett.